# Nemanja Stojić
Nemanja Stojić (Belgrado, 15 de enero de 1998) es un futbolista serbio que juega en la demarcación de defensa para el Maccabi Tel Aviv F. C. de la Liga Premier de Israel.

## Selección nacional
Hizo su debut con la selección de fútbol de Serbia en un partido amistoso contra Estados Unidos que finalizó con un resultado de 1-2 a favor del combinado serbio tras los goles de Luka Ilić y Veljko Simić para Serbia, y de Brandon Vazquez para el conjunto estadounidense.

### Participaciones en Eurocopas
| Copa          | Sede     | Resultado    | Partidos | Goles |
| ------------- | -------- | ------------ | -------- | ----- |
| Eurocopa 2024 | Alemania | Primera fase | 0        | 0     |

## Clubes
| Club                          | País   | Año       | Partidos | Goles |
| ----------------------------- | ------ | --------- | -------- | ----- |
| Estrella Roja de Belgrado     | Serbia | 2017      | 0        | 0     |
| RFK Grafičar Beograd (cedido) | Serbia | 2017-2020 | 80       | 11    |
| FK Zlatibor Čajetina (cedido) | Serbia | 2020      | 4        | 0     |
| RFK Grafičar Beograd (cedido) | Serbia | 2020-2021 | 21       | 3     |
| FK Metalac Gornji Milanovac   | Serbia | 2021-2022 | 39       | 5     |
| FK TSC Bačka Topola           | Serbia | 2022-2024 | 78       | 5     |
| Estrella Roja de Belgrado     | Serbia | 2024      | 4        | 0     |
| Maccabi Tel Aviv F. C.        | Israel | 2024-     | 43       | 6     |

## Palmarés

### Títulos nacionales
| Título                 | Club                   | País   | Año  |
| ---------------------- | ---------------------- | ------ | ---- |
| Copa Toto Al           | Maccabi Tel Aviv F. C. | Israel | 2025 |
| Liga Premier de Israel | Maccabi Tel Aviv F. C. | Israel | 2025 |